# Viviers-sur-Chiers
Viviers-sur-Chiers és un municipi francès situat al departament de Meurthe i Mosel·la i a la regió del Gran Est. L'any 2007 tenia 663 habitants.

## Demografia

### Població
El 2007 la població de fet de Viviers-sur-Chiers era de 663 persones. Hi havia 244 famílies, de les quals 40 eren unipersonals (12 homes vivint sols i 28 dones vivint soles), 88 parelles sense fills, 108 parelles amb fills i 8 famílies monoparentals amb fills.
La població ha evolucionat segons el següent gràfic:
Habitants censats

### Habitatges
El 2007 hi havia 257 habitatges, 249 eren l'habitatge principal de la família, 2 eren segones residències i 6 estaven desocupats. 250 eren cases i 7 eren apartaments. Dels 249 habitatges principals, 224 estaven ocupats pels seus propietaris, 24 estaven llogats i ocupats pels llogaters i 1 estava cedit a títol gratuït; 2 tenien dues cambres, 7 en tenien tres, 48 en tenien quatre i 192 en tenien cinc o més. 210 habitatges disposaven pel capbaix d'una plaça de pàrquing. A 90 habitatges hi havia un automòbil i a 133 n'hi havia dos o més.

### Piràmide de població
La piràmide de població per edats i sexe el 2009 era:
| Homes | Edats   | Dones |
| ----- | ------- | ----- |
| 0     | 95 o +  | 0     |
| 0     | 90 a 94 | 0     |
| 0     | 85 a 89 | 4     |
| 4     | 80 a 84 | 8     |
| 12    | 75 a 79 | 12    |
| 16    | 70 a 74 | 12    |
| 32    | 65 a 69 | 24    |
| 12    | 60 a 64 | 20    |
| 8     | 55 a 59 | 8     |
| 24    | 50 a 54 | 20    |
| 24    | 45 a 49 | 16    |
| 20    | 40 a 44 | 28    |
| 36    | 35 a 39 | 24    |
| 24    | 30 a 34 | 20    |
| 12    | 25 a 29 | 16    |
| 20    | 20 a 24 | 32    |
| 40    | 15 a 19 | 16    |
| 20    | 10 a 14 | 16    |
| 24    | 5 a 9   | 4     |
| 28    | 0 a 4   | 16    |

## Economia
El 2007 la població en edat de treballar era de 429 persones, 298 eren actives i 131 eren inactives. De les 298 persones actives 281 estaven ocupades (169 homes i 112 dones) i 17 estaven aturades (9 homes i 8 dones). De les 131 persones inactives 42 estaven jubilades, 31 estaven estudiant i 58 estaven classificades com a «altres inactius».

### Ingressos
El 2009 a Viviers-sur-Chiers hi havia 243 unitats fiscals que integraven 634,5 persones, la mediana anual d'ingressos fiscals per persona era de 17.115 €.

### Activitats econòmiques
Dels 14 establiments que hi havia el 2007, 6 eren d'empreses extractives, 1 d'una empresa de fabricació d'altres productes industrials, 4 d'empreses de construcció, 1 d'una empresa d'informació i comunicació, 1 d'una empresa immobiliària i 1 d'una empresa de serveis.
Dels 2 establiments de servei als particulars que hi havia el 2009, 1 era un paleta i 1 lampisteria.
L'any 2000 a Viviers-sur-Chiers hi havia 14 explotacions agrícoles que ocupaven un total de 1.010 hectàrees.

## Equipaments sanitaris i escolars
El 2009 hi havia 1 escola maternal i 2 escoles elementals.

## Poblacions més properes
El següent diagrama mostra les poblacions més properes.